# حميد أباد (نغار بردسير)
حميد أباد (بالفارسية: حمیدآباد) هي قرية تقع في إيران في البلدة المركزية.